# Carol Lynley
Carol Lynley, właśc. Carole Ann Jones (ur. 13 lutego 1942 w Nowym Jorku, zm. 3 września 2019 w Los Angeles) – amerykańska aktorka i modelka dziecięca.

## Kariera
Karierę zaczynała jako dziecięca modelka, występując wówczas pod pseudonimem Carolyn Lee. W kwietniu 1957 jej zdjęcie pojawiło się na okładce magazynu Life. Zobaczył je Walt Disney i tak zachwycił się urodą nastolatki, że postanowił obsadzić ją w roli Shenandoe w realizowanym przez jego wytwórnię filmie pt. Światło w lesie (1958). Niebawem pojawiły się kolejne propozycje filmowe i teatralne (występowała na Broadwayu). W 1959 otrzymała nominację do Złotego Globu dla najbardziej obiecującej nowej aktorki. W 1961 zagrała u boku legend kina: Kirka Douglasa, Rocka Hudsona, Josepha Cottena i Dorothy Malone w westernie Ostatni zachód słońca (1961; reż. Robert Aldrich). Dużym sukcesem okazały się jej role w filmach Otto Premingera: Kardynał (1963) oraz Bunny Lake zaginęła (1965). W filmie biograficznym z 1965 zagrała postać aktorki i symbolu sexu z lat 30. – Jean Harlow. Ostatnim znaczącym filmem w jej karierze był dramat katastroficzny Tragedia „Posejdona” (1972), w którym grała m.in. z: Gene’em Hackmanem, Ernestem Borgninem i Shelley Winters.

## Życie prywatne
W wieku 18 lat poślubiła o 6 lat starszego publicystę Michaela Selsmana. Małżeństwo zakończyło się rozwodem po niespełna 4 latach. Para miała córkę Jill (ur. 1962). W późniejszym okresie Carol przez kilkanaście lat pozostawała w nieformalnym związku z brytyjskim dziennikarzem i pisarzem Davidem Frostem. W latach 70. przyjaźniła się z aktorem i tancerzem Fredem Astaire’em. W prasie pojawiały się wówczas plotki, że mają się pobrać. Jednak w 1980 81-letni Astaire poślubił Robyn Smith, młodszą o 2 lata od Carol Lynley.

## Filmografia

### Filmy
- Światło w lesie (1958) jako Shenandoe
- Wakacje zakochanych (1959) jako Betsy Dean
- Ostatni zachód słońca (1961) jako Melissa „Missy” Breckenridge
- Kobieta na lato (1963) jako Miriam Caswell
- Kardynał (1963) jako Mona Fermoyle/Regina Fermoyle
- Terapia szokowa (1964) jako Cynthia Lee Albright
- Harlow (1965) jako Jean Harlow
- Bunny Lake zaginęła (1965) jako Ann Lake
- Zamknięte okna (1967) jako Susannah Whately Kelton/Sarah
- Nocny łowca (1972) jako Gail Foster
- Strzeż się! Blob (1972) jako Leslie
- Tragedia „Posejdona” (1972) jako Nonnie Parry
- Cztery diabły (1976) jako Wendy Rittenhouse
- Kot i kanarek (1978) jako Annabelle West
- Rzeczy, które nadejdą (1979) jako Nikki
- Strażnicy (1983) jako Mary Fletcher
- Mroczna wieża (1987) jako Tilly Ambrose
- Skowyt 6: Odmieńcy (1991) jako Miss Anna Eddington
- Lep na muchy (1997) jako gospodyni domowa w kuchni

### Seriale TV
- Alfred Hitchcock przedstawia (1955-62) jako Janice (gościnnie, 1957)
- Spotkanie z Alfredem Hitchcockiem (1962-65) jako Pamela Wiley (gościnnie, 1962)
- Mannix (1967-75) jako Dorothy Kinman (gościnnie, 1971)
- Hawaii Five-O (1968-80) jako Valerie Bates/Karen Baker (gościnnie, 1978)
- Kojak (1973-78) jako Polly Ames (gościnnie, 1977)
- Sierżant Anderson (1974-78) jako Nina Daniels (gościnnie, 1976)
- Quincy (1976-83) jako Lynn Dressler (gościnnie, 1976)
- Wyspa Fantazji (1977–1984) – różne role w 11 odcinkach
- Statek miłości (1977–1986) jako Carol Gilmore (gościnnie, 1979)
- Aniołki Charliego (1976-81) jako Lisa Gallo (gościnnie, 1980)
- Inny świat (1964-99) jako sędzia Martha Dunlay (gościnnie, 1989)